# 王荣妃 (明穆宗)
莊僖榮妃，亦稱作王榮妃（?—1580），名失考，正五品錦衣衛帶俸正千戶王澤之女，明朝明穆宗隆慶帝朱載坖之妃。

## 生平
王氏的出生及入宮時間均無考。隆慶五年（1571年）三月初九日，冊封王氏為榮妃，楊氏為安妃，趙氏為和妃，韓氏為容妃，英國公張溶、駙馬許從誠、慶都伯杜繼宗、德平伯李銘持節，大學士高拱、張居正、殷士儋、尚書潘晟捧冊行禮。同年三月十三日，授榮妃之父王澤、安妃之父楊廷輔、和妃之父趙昇、容妃之父韓洋為錦衣衞帶俸正千戶。萬曆八年（1580年）正月三十日，王榮妃薨逝，輟朝一日，萬曆帝下令其喪葬禮儀依照榮悼安妃楊氏之例辦理。其後，賜謚曰莊僖榮妃，葬於金山。萬曆八年六月十九日，穆廟敬妃莊氏薨逝，萬曆帝輟朝一日，喪葬禮儀依照莊僖榮妃王氏之例辦理

## 榮妃冊文
《明穆宗莊皇帝實錄》隆慶五年三月庚午條所收錄的榮妃冊文，節錄如下：
```
「周官嬪御，實垂葛藟之仁；漢秩昭儀，用廣椒塗之澤。內則允資於淑慎，坤維宜協以安貞。乃屬徽音，誕敷顯命。咨爾王氏，儲祥茂姓，毓粹神州。綽有令儀，服習二南之化；克閒姆教，聿懷四德之良。授環已利於貫魚，列爵尚徵於夢燕。爰差谷旦，載啓芝函。茲特遣使持節，封爾為榮妃，錫之冊命。於戲！金相玉檢，星文增麗於軒轅；翟茀翚衣，儀衛並隆於閫閾。相爾幽閒之度，禆予清穆之休。」
```

## 備註
1. ↑  《宛署雜記》曾誤記莊僖榮妃王氏為「粧僖榮妃王氏」[1]，實為誤記榮妃王氏的諡號「莊僖」為「粧僖」。